# Руис, Альбина
Альбина Руис Риос (исп. Albina Ruiz Ríos) — перуанский предприниматель, общественный деятель, эколог. Является основателем и главой некоммерческой организации по защите окружающей среды, базирующейся в Лиме, Перу, а также представителем Фонда социального предпринимательства Шваба на Всемирном экономическом форуме.

## Биография
Руис выросла в регионе Сан-Мартин в большой семье — помимо неё в ней было ещё 9 братьев и сестёр. В 18 лет переехала в Лиму для обучения в Национальном инженерном институте, где была единственном женщиной в классе. Там она получила специализацию в области промышленной инженерии. Затем она получила степень магистра в области экологии и экологического менеджмента в университете Ricardo Palma University и докторскую степень в области химии в университете Ramon Llull University в Барселоне.
Ещё студенткой она начала работу над проблемой твёрдых бытовых отходов — городские службы в Перу справлялись только с половиной объёма производимого мусора, остальное загрязняло город.
Руис начала свою работу в Cono Norte, пригороде Лимы, где ежедневно создаётся 600 тонн отходов. Из них перерабатывается половина, а остальное накапливается в антисанитарных кучах, оставляется вдоль автомобильных дорог общего пользования или на пустырях. Такая практика присутствует и в других городах по всему Перу, где отходы зачастую сбрасывают в реки, загрязняя источники питьевой воды.
Идеей Руис было привлечение самих местных жителей к работе по переработке мусора, таким образом ещё и давая им работу. Она надеется, что такая модель послужит примером для городских и сельских общин по всему Перу. В 2001 году Руис основала Ciudad Saludable, организацию, проводящую тренинги и выдающую небольшие займы людям, заинтересованным в открытии своих малых отходоперерабатывающих предприятий, ставя целью превратить сбор отходов в прибыльный бизнес. К концу 2014 года Ciudad Saludable обучила более 300 профессионалов в странах Латинской Америки и дала работу 150 людям в регионах с высокой безработицей.
Впоследствии Руис обратилась к перуанскому правительству для составления национального плана и разработки первого закона в Перу (а также и во всей Латинской Америке), регулирующего деятельность компаний по переработке отходов.
Руис и Ciudad Saludable при участии Католического университета Перу разработали 6 версий программы дистанционного обучения по менеджменту в сфере переработки отходов. Также они организовали более 1500 мусоросборников, создают рабочие места и улучшают здоровье и условия жизни для более чем 6 млн человек, живущих в бедных и в сельских регионах Боливии, Бразилии, Колумбии, Мексики, Перу, Венесуэлы и Индии.
Ciudad Saludable также основала организации Peru Waste Innovation, консультирующую фирмы, специализирующиеся на переработке твёрдых бытовых отходов, и в Healthy Cities International в Нью-Йорке, которая работает над повторением опыта группы компаний в других странах.
Руис написала несколько книг и пособий о переработке отходов и предотвращении холеры.

## Награды и признание
Руис и Ciudad Saludable являются обладателями множества наград, включая членство в фонде Ашока с 1995 года, в фонде Сколла с 2006 года, премия Energy Globe Award в 2007 году; Дубайская международная премия 2006 года за лучшую практику в улучшении условий жизни; Global Development Network Award в 2006 году, а также в 2006 году признание экологом года в Латинской Америке по версии журнала Latin Trade и премия Bravo от него. В 2011 году получила Медаль Альберта (Королевское общество искусств).